# Battaglia dell'Eloro (492 a.C.)
La battaglia dell'Eloro si disputò nel 492 a.C. e vide contrapposti, presso il fiume Eloro, l'esercito di Ippocrate, tiranno di Gela, contro i Siracusani. Quasi solo grazie ad Erodoto si hanno alcune informazioni sulla battaglia e le conseguenze che ebbe per la Sicilia.
Dopo la morte di Cleandro, primo tiranno di Gela, salì al potere il fratello Ippocrate (498 a.C.). Egli attuò un piano di espansione nei confronti dei Siculi, nel nord-est della Sicilia. Gelone, il futuro tiranno di Gela e di Siracusa, venne da lui arruolato nelle file del suo esercito come ipparco, ovvero come comandante della cavalleria. Ippocrate, conquistata buona parte della Sicilia, si rivolse contro Siracusa.
Dopo la sconfitta, Siracusa non fu asservita al dominio del tiranno come le altre città da lui conquistate. Ma, alla sua caduta, si opposero gli alleati, Corinzi e Corciresi, che però la costrinsero a cedere a Gela la colonia di Camarina.
Dopo la caduta di Ippocrate, Gelone, che divenne tiranno, prese come città cardine del suo "impero" Siracusa che fece prosperare e fiorire.